# 矢島浦太郎

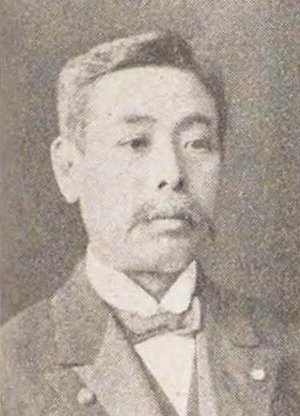
矢島浦太郎

矢島 浦太郎（やじま うらたろう、1860年3月4日（安政7年2月12日） - 1917年（大正6年）10月17日）は日本の政治家、弁護士。衆議院議員（5期、立憲同志会）。

## 略歴
信濃国水内郡善光寺町字岩石町（現長野市）に生まれる。長野県師範学校を卒業し、東京法学校(現・法政大学)で法律学を修める。長野日日新聞記者を経て、弁護士の業務に従事し、長野町会議員、上水内郡会議員、長野市会議員、同参事会員、長野県議会議員を経て、1903年（明治36年）に第8回衆議院議員総選挙に出馬し、当選する。以後連続5期当選する。
また、湊鉄道・産業銀行・東京生命各取締役、茨城炭礦監査役などを歴任する。1917年（大正6年）に死去。